# DOWN STAIRS
『DOWN STAIRS』（ダウン・ステアーズ）は、小野大輔の2作目のミニ・アルバムである。2013年9月25日にLantisより発売された。

## 概要
- 対となるコンセプトで作成されたミニアルバム『UP STAIRS』との同時リリース。
- 収録曲の雰囲気・イメージの振れ幅があまりに激しすぎるため、フルアルバムとしての発売ではなくあえて対になるコンセプトのミニアルバム2枚同時リリースという形を取った[1]。
- 初回限定盤にはリードトラックである「モノクロの虹」と再録曲である「キンモクセイ」のPVを収録したDVDが付いている。
- 『UP STAIRS』『DOWN STAIRS』というタイトルは、小野が好きな画家として挙げているマウリッツ・エッシャーが階段をモチーフにして描いただまし絵のイメージからつけられたものである。リリース時のインタビューにおいて小野は「何度も行き来しながらも自分の場所にいる、まるで人生みたいだなと。そこで階段を意味する”STAIRS”をキーワードにしました。」と語っている[2]。
- 上述のエッシャーの絵をテーマにした曲が新録曲の「Ascending＆Descending」である[2]。

## 収録曲
1. モノクロの虹
  - 作詞:小野大輔、作曲・編曲:渡辺拓也
2. Lunar Maria
  - 作詞・作曲:上松範康(Elements Garden)、編曲:菊田大介(Elements Garden)
3. 暁の轍
  - 作詞:小野大輔、作曲・編曲:藤間仁(Elements Garden)
4. キンモクセイ
  - 作詞・作曲・編曲:渡辺拓也
5. 鳥の夢
  - 作詞:小野大輔、作曲・編曲:渡辺拓也
6. Ascending&Descending
  - 作詞:畑亜貴、作曲・編曲:川島弘光